# 征服者坦克
FV 214征服者重型坦克，也被稱為安裝120mm火炮的1號重型坦克（Tank, Heavy No. 1, 120 mm Gun, Conqueror）。它是一款英國於二戰後研發的重型坦克。跟安裝了QF 20磅炮的百夫長坦克相比，征服者坦克的研發目的是對抗蘇聯安裝122mm火炮的IS-3重型坦克。它在作戰中的任務是為百夫長坦克提供遠程的反坦克支援。當時駐紮在西德的每一個團都配備了9輛這種坦克。通常，這9輛坦克會被分為3個小隊。

## 設計與研發
1944年，一款新型坦克的研製開始。工程代號為A45。在戰後，它發展成了FV200系列坦克1948年，第一輛原型車製造完成，它安裝了一門17磅炮和一挺同軸機槍，使用百夫長坦克的炮塔。但是在之後的幾年，因為發現百夫長坦克可以勝任許多角色，該工程被取消。不過，之後，為應對蘇聯的IS-3，決定使用FV201坦克的底盤研發一款新型坦克。該工程被命名為FV 214。期間，製造了一些用於實驗的FV221加拿芬（Caernarvon，或譯卡納封）。其中，在1952年，FV201安裝了一臺安裝QF17磅炮的百夫長Mk.3的炮塔的型號被命名為FV 221加拿芬Mk.I之後的21輛FV221坦克安裝了裝有QF 20磅炮的百夫長Mk.II坦克炮塔。這一型號被稱為加拿芬Mk.II。在1955年，第一輛征服者坦克下線。一共生產了20輛征服者Mk.I和165輛征服者Mk.II（有一部份是改裝自加拿芬Mk.II）。生產一直持續到1959年。軍方對其的興趣因為百夫長坦克換裝了105mm L7火炮而大減。

## 設計

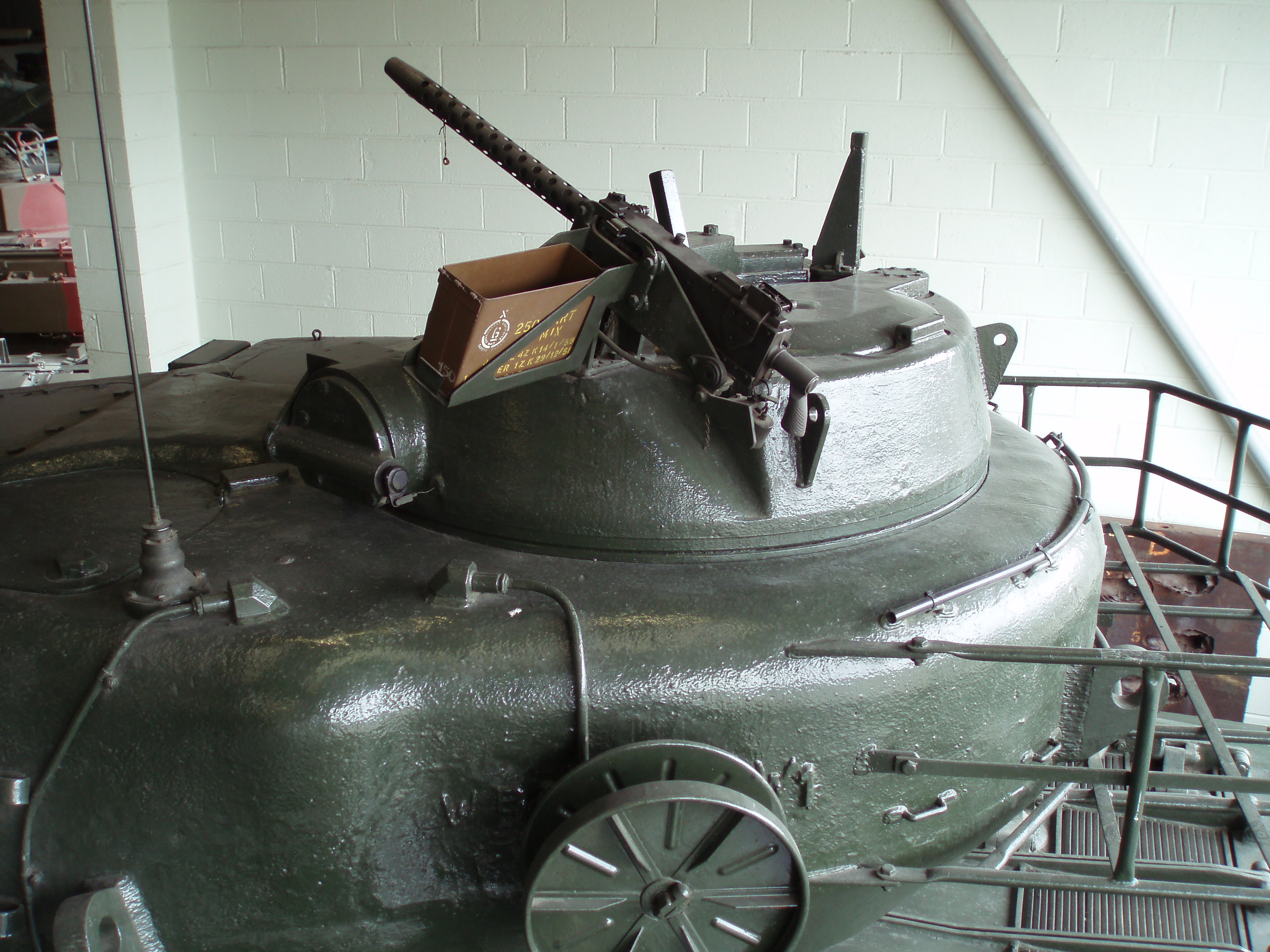
征服者坦克的360°迴旋的车长指揮塔

征服者坦克全重66噸，底盤採用全焊接結構。擁有4名乘員。駕駛員坐在車體右前部，彈艙位於車體左前部。車長，裝填手，炮手則坐在炮塔中。車長位於後方略高的位置。炮手，裝填手分別位於車長的右前方，左前方。其一個特點是車長，炮手，裝填手各有一個艙門。車長還擁有一個可360°迴旋的指揮塔。主炮是1門L1A1 120毫米线膛炮。彈藥是分裝式裝填的，能發射脫殼穿甲彈和破甲彈。火炮俯仰角為-7到+15度。炮塔轉動和火炮的俯仰都採用電動，必要時也可以手動操控。坦克安裝有火控系統同時，它在炮塔右側裝有自動拋殼機。同時，坦克還安裝有兩挺L3A1 7.62毫米中型機槍（一挺為同軸安裝，另一挺為高射機槍），備彈量7500發。其懸掛是霍斯曼懸掛，兩邊各有4個單元。一個單元由兩個輪組成。

### 問題
征服者坦克因為裝甲太厚（前裝甲178mm）、炮塔過大而超重。過高的重量使坦克變得笨重、保養變得困難。它唯一的優勢就是火炮射程較遠，但是在百夫長坦克換裝了L7線膛炮，這一優勢也失去了。因此，進入60年代後，征服者坦克就陸續退役。

## 評價
這種坦克的研發背景是在蘇聯的IS-3坦克的威脅下。但是在實戰中，它卻被發現過於沉重，並且缺乏快速支援能力。

## 衍生型號

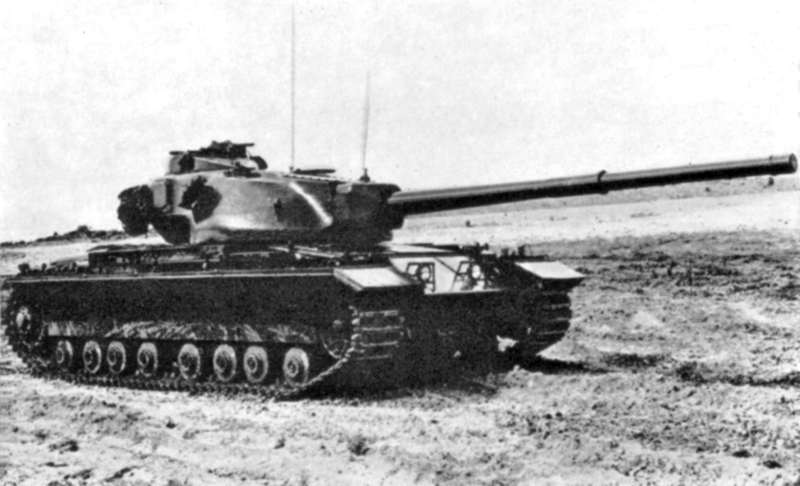
征服者Mk.II

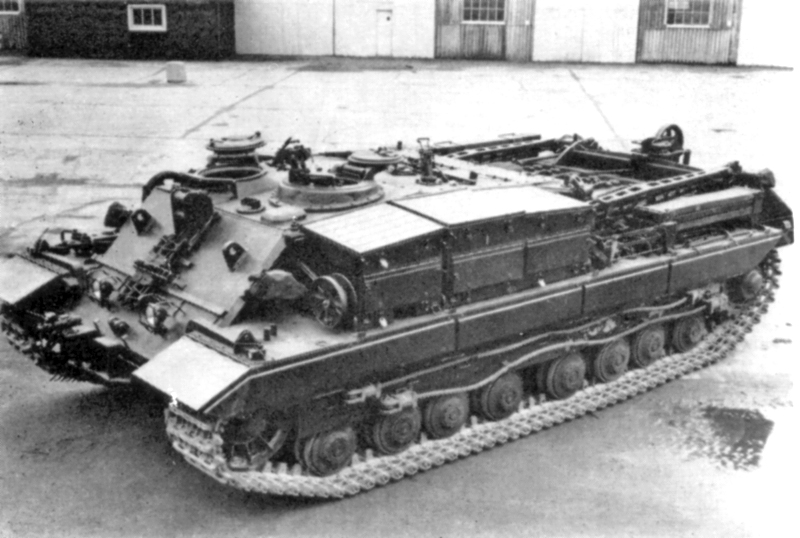
FV 222征服者 ARV Mk II

- FV 214 征服者 Conqueror
  - Mk I (駕駛員有3個潛望鏡)
  - Mk II （改良了前裝甲板的連接方式和排氣系統，駕駛員潛望鏡變為1個）
  - Mk II/I/HTemplate:Check- 由卡那封坦克改裝而來
- FV 215

實驗型號，在征服者Mk.II為基礎研發，最大的特色在於改為不能360度旋轉的後置式的砲塔和183mm火炮，車身的裝甲設計也不太一樣。只有木製模型被製造出來。在《戰車世界》中以「FV 215b(183)」之名登場， 同遊戲中的「FV 215b」則只是把征服者的炮塔挪到後方的虛構戰車。
- FV 221 卡那封 Caernarvon
  - Mk I - 原型車
  - Mk II - 試驗車, 生產了21輛
- FV 222 征服者裝甲支援車 (ARV)
  - Mk I - 製造了8輛
  - Mk II[7]- 製造了20輛。重57噸。可拖掛45噸物體（直拉）。

## 用戶
- 英国1955-1966  由駐德英軍使用。

## 現存品

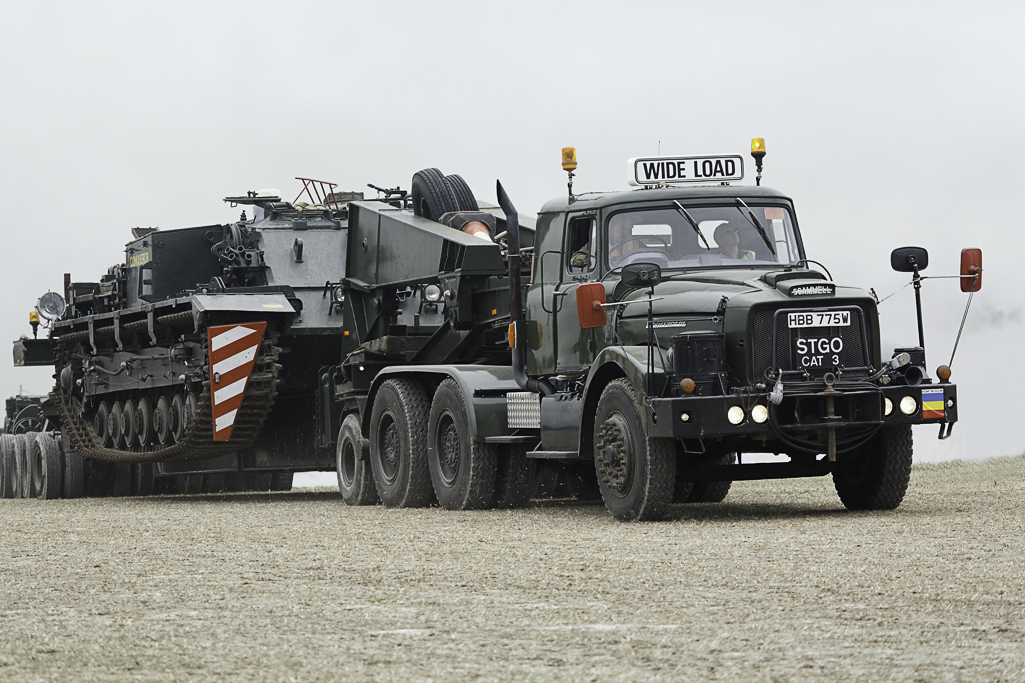

在英國，有一些征服者坦克在博文頓坦克博物館和帝國戰爭博物館的陸戰館中展出。還有一批征服者坦克藏於法國的裝甲博物館，布魯塞爾的皇家軍事博物館和俄國的庫賓卡坦克博物館中。還有一輛藏於美國，是利特收藏的一部份。
還有兩輛Mk.II ARV藏於懷特島的軍事歷史博物館中，但是具體情況不確定。還有一輛Mk.IIARV藏於雷默技術博物館中（沒有被展出）。還有一輛征服者ARV還在北德文郡的因斯托服役，它被用於海灘上的坦克回收訓練。

## 流行文化
- 在《坦克世界》中，卡納芬(Caernarvon)、征服者(Conqueror)、FV 215(遊戲中名為 FV 215b(183) )、FV 215b(砲塔後置的虛構型) 及 超級征服者(super conqueror) 分別作為英國VIII階、IX階重型坦克、X階驅逐戰車 以及X階重戰車( FV 215b 及 s.conqueror皆是 )。
- 在《戰爭雷霆》中，卡納芬為IV階7.3分房權重重型坦克、征服者為V階7.7分房權重重型坦克，並且可以經由組件改裝為超級征服者。

### 引用
1. 1 2 3 4  David Miller. . 2000: 368–369. ISBN 9780760308929 （英语）.
2. ↑  "Huge Tank Developed by British May Be Most Powerful Ever." Popular Mechanics, April 1954, p. 132.
3. ↑  .   [2014-01-01]. （原始内容存档于2008-12-23）.
4. 1 2  Robert Jackson. . : pp.73. ISBN 9781435835955 （英语）.
5. ↑  AFV Profile No. 38
6. ↑  Baxter, Breakdown, p. 77
7. ↑  .   [2019-10-31]. （原始内容存档于2014-01-02）.
8. ↑  . REME Museum of Technology.   [15 March 2011]. （原始内容存档于2014年1月2日）.

## 外部連結
- Photo gallery at svsm.org （页面存档备份，存于）
- REME Museum of Technology: Conqueror Armoured Recovery Vehicle Mark 2

| 论 编 | 二戰後歐洲裝甲戰鬥車輛 |